# Gymir
Gymir est une divinité nordique (jötunn). Il désigne soit le nom d'un géant (et le père de la géante Gerd), soit le géant ou dieu de la mer Ægir.
Il est le plus souvent admis qu'il s'agit de deux personnages distincts, même si John Lindow a fait valoir qu'une identité des deux géants expliquerait les invitations réciproques d'Ægir et des Ases à des banquets.

## Biographie

### Gymir le jötunn
Gymir, également connu sous le nom de Gymer, est le père de Gerd, l'épouse de Freyr (Skírnismál, Gylfaginning, 37, Hyndluljód, 30, Saga des Ynglingar, 10). Certaines sources (Gylfaginning et Hyndluljód) mentionnent que sa femme se nomme Aurboda.
Son étymologie est très incertaines et de nombreuses hypothèses ont été proposées. L'une des plus fréquentes rapproche son nom de plusieurs dénominations de l'hiver dans des langues indo-européennes. Elle a particulièrement séduit Régis Boyer, « car le “printemps”, la terre germinante, que figure Gerdr, “sort”, effectivement, de son “enclos” ».  

#### Famille

##### Mariage et enfants
Avec la géante Aurboda, Gymir eut :
- Beli ;
- Gerd.

### Gymir/Ægir
Gymir est aussi l'un des noms d'Ægir dans l'introduction de la Lokasenna et selon Snorri Sturluson qui, dans les Skáldskaparmál (25), s'appuie sur une strophe du scalde Hofgarda-Refr Gestsson (Ferdavísur, 2) pour établir l'équivalence Ægir / Hlér / Gymir. Le sens de Gymir est ici identique au nom commun gymir, cité par Snorri dans les Skáldskaparmál comme synonyme de mer et souvent traduit par « celui qui engloutit ».

### Sources
| - L’Edda poétique [détail des éditions] : - Hyndluljód : 30 ; - Lokasenna : introduction ; - Skírnismál. | - Snorri Sturluson, L'Edda [détail des éditions] : - Gylfaginning : 37 ; - Skáldskaparmál : 25. - Snorri Sturluson, La Saga des Ynglingar [détail des éditions] : 10. |